# Batalha de Tejucupapo
A batalha do Tejucupapo, ou batalha do Monte das Trincheiras como também é conhecida, deu-se no distrito de Tejucupapo da atual cidade pernambucana de Goiana, no contexto da segunda das Invasões holandesas do Brasil, entre forças neerlandesas e luso-brasileiras, em 24 de abril de 1646.
Nesta luta destaca-se o papel das mulheres da povoação para a derrota dos invasores holandeses. Graças ao seu empenho, ao lado dos homens do lugar, e usando como armas água fervente, pimenta, pedaços de pau, derrotaram cerca de seiscentos soldados, nesta que é considerada a primeira batalha em território brasileiro.
Para o professor da Universidade Federal de Pernambuco, George Cabral, "no sentido bélico, o conflito ali não foi tão relevante num sentido geral da luta contra os holandeses, mas com certeza podemos dizer que abalou a moral das tropas, derrotadas por mulheres, e que tem impacto simbólico até hoje".
O reduto de Tejucupapo situava-se no litoral norte de Pernambuco, em posição dominante sobre uma colina cuja encosta leste dá acesso à praia de Carne de Vaca, e sua ocupação pelos colonizadores remonta ao século XVI.
A batalha ganha um registro literário com a publicação do livro As Mulheres de Tijucupapo de Marilene Felinto. Escrito em 1982, quando a autora tinha 22 anos, o livro narra a viagem de retorno da narradora Rísia a Tijucopapo, localidade fictícia onde sua mãe nasceu, que evoca a história real de Tejucupapo, no Pernambuco. No século XVII, a cidade foi palco de uma batalha entre mulheres da região e holandeses interessados em saquear o estado. Nas entrelinhas de As mulheres de Tijucopapo, conta-se a história das mulheres guerreiras de Tejucupapo. O livro se constrói como um fluxo de consciência literário cujo teor histórico, feminista e antirracista se evidencia no trajeto que a narradora faz de volta a essa terra mítica, iluminando as contradições inerentes à sociedade e à cultura multirracial brasileira.

## Contexto histórico
A Companhia das Índias Ocidentais se instalara em uma porção de terras do litoral nordestino, do atual estado de Sergipe até o Maranhão desde 1630, chamada Nova Holanda; sob o comando do conde Maurício de Nassau houve algum desenvolvimento das cidades e desenvolvimento econômico que se baseou nas boas relações com os senhores de engenho da Colônia.
Com a retirada de Nassau, convocado à matriz da empresa, a Companhia passou a cobrar altos impostos que provocaram reação entre portugueses e pernambucanos; com isso o fornecimento de alimentos às tropas holandesas escasseava e estes passaram a realizar ataques aos povoados em busca de comida; assim, em 1645 começou a ganhar forma a Insurreição Pernambucana, que viria a terminar em 1654 com a Batalha dos Guararapes.

## A batalha
Quando da reação luso-brasileira, intensificando-se as operações de guerrilha que culminariam no cerco de Recife, desde o início de 1646 começaram a fazer sentir-se os efeitos do desabastecimento daquela capital. Tradicionais fontes de abastecimento das tropas neerlandesas, como a ilha de Itamaracá, encontravam-se exauridas, levando a que o almirante Johan Lichtart largasse do Recife com alguns navios e, tomando em Itamaracá as tropas que julgou suficientes, aportou em Maria Farinha, onde consumiu um dia em uma manobra diversionista, a simular um desembarque. A coberto da noite, levantou ferros dirigindo-se a Tejucupapo, que esperava capturar de surpresa, para em seguida marchar sobre o povoado de São Lourenço, operação que lhe asseguraria os suprimentos de que a capital carecia.
No campo oposto, em Tejucupapo, aguardava o major de milícias Agostinho Nunes, no chamado Reduto de Tejucupapo, erguido e guarnecido pelos próprios habitantes. Um pequeno caminho ligava o reduto com o povoado. Nas matas em suas margens, ocultava-se uma pequena força de trinta jovens, sob o comando de Mateus Fernandes. A povoação contava com cerca de uma centena de homens.
Os luso-brasileiros tinham conhecimento do plano de Lichtart, pois dois homens, que estavam de vigia no porto, o tinham comunicado à população. Sem ter disso ciência, Lichtart desembarcou as suas forças, que marcharam sobre Tejucupapo, ferindo-se o combate, no qual pereceu Agostinho Nunes.
Ao se aproximar do reduto, segundo a tradição, uma das mulheres da povoação tomou em mãos uma imagem do Redentor e, exibindo-a, chamou as demais às armas. As mulheres guerreiras de tejucupapo prepararam-se para entrar em combate, utilizando como armas água fervente com pimenta, chuços e enxadas. Enquanto seus pais, maridos e filhos batem-se fora do reduto, elas acorreram às trincheiras para aí esperarem o inimigo.
À sua chegada, sob o comando do próprio Lichtart, por três vezes a vaga de assalto foi rechaçada. Lichtart compreendendo as suas perdas e que mesmo com a vitória não conseguiria marchar sobre São Lourenço, ordenou a retirada, determinando conduzir os seus mortos para ocultar o número relativamente volumoso dos soldados que perdera, dentre os 600 que dispunha.
Mas as forças invasoras foram frustradas em sua intenção porque, segundo alguns relatos, a informação de que se aproximavam iniciou a reação da pequena e valente população local, que tendo à frente quatro mulheres - Maria Camarão, Maria Quitéria, Maria Clara e Joaquina - lutaram bravamente contra os invasores, enquanto os poucos homens que haviam permanecido na localidade ocupavam-se em emboscar os assaltantes, atacando-os à bala e não lhes dando sossego. Os registros informam que elas ferveram água em tachos e panelas de barro, acrescentaram pimenta, e escondidas nas trincheiras que haviam cavado, atacavam os holandeses com a mistura jamais esperada por eles. Seus olhos eram os principais alvos, e a surpresa o melhor ataque. Como saldo da escaramuça, mais de 300 cadáveres ficaram espalhados pelo vilarejo, sobretudo flamengos. A batalha durou horas, mas naquele 23 de abril de 1646 as mulheres guerreiras do Tejucopapo saíram vitoriosas.

## Impacto cultural
O primeiro registro escrito, e um dos raros existentes, em que foi narrada essa participação feminina nos fatos foi feita pelo religioso luso Manuel Calado, testemunha dos conflitos entre Portugal e Holanda, no livro O Valeroso Lucideno, já em 1648.
A batalha foi retratada em painel da pintora Tereza Costa Rêgo; as moradoras do lugar mantêm viva a memória do fato, através do Grupo Cultural Heroínas de Tejucupapo, realizando no último domingo de abril de cada ano encenações baseadas sobretudo no relato oral dos acontecimentos, transmitidos através das gerações por mais de três séculos.
No lugar dos acontecimentos foi erguido, a poucos metros do povoado, um obelisco que traz a seguinte inscrição: "Aqui, em 1646, as mulheres de Tejucupapo conquistaram o tratamento de heroínas por terem, com as armas, ao lado dos maridos, filhos e irmãos, repelido 600 holandeses que recuaram derrotados".
Sobre o fato histórico foi feito o filme "Epopéia da Heroínas de Tejucopapo" e é realizado anualmente o teatro das "Heroínas de Tejucopapo. Em 2011, Helena Gomes e Kathia Brienza lançaram o livro Olhos de fogo, misturando um enredo ficcional de assassinatos ao ataque dos holandeses.